# 白川村 (三重県)
白川村（しらかわむら）は三重県鈴鹿郡にあった村。現在の亀山市の中部、東名阪自動車道・亀山パーキングエリアの北西一帯にあたる。

## 地理
- 山岳：羽黒山、筆捨山、明星ヶ岳、雨引山
- 河川：桜川、小野川、前田川

## 歴史
- 1889年（明治22年）4月1日 - 町村制の施行により、小川村・白木村・鷲山村の区域をもって発足。
- 1955年（昭和30年）2月1日 - 分割し、大字小川および白木の一部（後記を除く）が亀山市、大字鷲山および白木の一部（字一色・吉尾・石場・山田）が関町にそれぞれ編入。同日白川村廃止。

## 交通

### 道路
現在は旧村域を東名阪自動車道が通過するが、当時は未開通。